# Il prode Anselmo
La partenza del Crociato per la Palestina, meglio noto come Il Prode Anselmo, è un poemetto eroicomico scritto da Giovanni Visconti Venosta nel 1856. Ebbe un grande successo in ambito studentesco, paragonabile a quello di altre celebri poesie goliardiche.

## Storia
La poesia fu scritta di getto nell'autunno del 1856 per aiutare uno studente, al quale era stato assegnato un tema per le vacanze da svolgere in rima dal titolo La partenza del Crociato per la Palestina. Lo studente, di cui Visconti Venosta non rivela il nome, in tutte le vacanze era riuscito a comporre solo la prima quartina, che lo scrittore conservò intatto come incipit. La diffusione avvenne, probabilmente, proprio ad opera del professore di questo ragazzo. La genesi dell'opera è narrata dallo stesso autore nei suoi Ricordi di Gioventù 1847-1860.
L'opera ebbe numerose edizioni illustrate a partire dal 1907. Alcuni dei disegnatori che diedero un volto al crociato milanese furono: Aldo Mazza, Umberto Onorato, Costantino Capasso (su Il Balilla), Corrado Sarri, Adolfo Magrini, Mario Pompei (sul Corriere dei Piccoli), Ugo de Vargas, Gino Baldo e Giovanni Manca (sempre sul Corrierino). L'edizione più nota fu però quella del 1944 illustrata da Livio Apolloni, che diede forma all'Anselmo grasso e dallo sguardo vacuo che rimase famoso nell'immaginario popolare.
Alcune cartolerie utilizzarono la poesia per decorare le copertine di quaderni scolastici. La scelta del nome del protagonista del film di Bruno Corbucci del 1972 Il prode Anselmo e il suo scudiero è indicativa del successo che la poesia ancora riscuoteva all'epoca. La trama e il protagonista del film non hanno nulla da spartire con quelli della poesia di Visconti Venosta. Tuttavia, è significativo che nel creare il personaggio di un crociato ben poco credibile, ancora nel 1972, sia stato ad esso dato il nome di "prode Anselmo".

## Trama
La poesia narra della disavventura guerresca del crociato Anselmo, dall'intelletto non certo brillante, che parte per la Terrasanta in cerca di gloria e in pochi giorni muore di sete per non essersi accorto che l'elmo con cui beveva era bucato sul fondo.
Il carattere ironico del poemetto sta proprio nell'antifrasi tra le lodi sperticate che il testo dedica all'ingegno e al valore di Anselmo, che incute terrore ai nemici, contrapposti alle reali capacitá del guerriero, che scambia il mare per un lago, ha la cravatta (di acciaio) sopra l'armatura e muore, senza combattere, in modo indubbiamente poco onorevole.
Le caratteristiche lombarde di Anselmo sono evidenziate, in maniera comica, da più particolari: viene chiamato spesso "l'Anselmo" (con l'articolo), come è prassi nei dialetti dell'italiano nordoccidentali, ma soprattutto scambia il mare per un lago, seguendo lo stereotipo secondo il quale i lombardi avrebbero un'idea molto vaga del mare. Per lo stesso motivo Anselmo soffre durante il viaggio in nave per la Palestina.

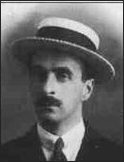
Giovanni Visconti Venosta, l'autore del Prode Anselmo